# Зябровка (Зябровский сельсовет)
Зя́бровка (бел. Зя́браўка) — деревня и остановочный пункт Соколка на линии Гомель — Бахмач в Гомельском районе Гомельской области Республики Беларусь. Административный центр Зябровского сельсовета.
Около деревни находится наиболее высокая точка в Гомельском районе  — 160,3 м.

## География

### Расположение
В 18 км на юго-восток от Гомеля.

## Транспортная сеть
Автодорога связывает деревню с Гомелем.
Планировка состоит из прямолинейной улицы, ориентированной с юго-востока на северо-запад, к которой с северо-востока присоединяются 2 короткие улицы. Застройка двухсторонняя, преимущественно деревянная, усадебного типа.

## История
По письменным источникам известна с XVIII века как деревня в Речицком повете Минского воеводства Великого княжества Литовского. После 1-го раздела Речи Посполитой (1772 год) находилась в составе Российской империи. В 1773 году — в Гомельской волости Рогачёвской провинции Могилёвской губернии. С 1776 года была во владении графа П.А. Румянцева-Задунайского, с 1834 года — князя И.Ф. Паскевича. В 1798 году — в составе Коренёвской экономии Гомельского поместья. В 1856 году открыто народное училище. После ввода в эксплуатацию в декабре 1873 года участка Гомель — Бахмач Либаво-Роменской железной дороги начала действовать железнодорожная станция, на которой ежегодно грузилось до 150 тыс. пудов лесных и хлебных грузов. Хозяин поместья Зябровка владел в 1875 году 121 десятиной земли, действовал хлебозапасный магазин. В 1876 и 1879 годах начали работу 2 круподробилки. В 1886 году работали 2 ветряные мельницы, хлебозапасный магазин. Согласно переписи 1897 года располагались: хлебозапасный магазин, трактир, в Носовичской волости Гомельского уезда. В 1909 году — 1505 десятин земли, школа, церковь, винная лавка, мельница.
С 8 декабря 1926 года — центр Зябровского сельсовета в Носовичском, с 4 августа 1927 года — в Гомельском районах Гомельского округа (до 26 июля 1930 года), с 20 февраля 1938 года — Гомельской области. В 1926 году работали лавка, почтовое отделение, начальная школа, железнодорожная станция (59 жителей). В 1930 году организован колхоз «1 Мая», работали ветряная мельница и кузница. В 1933 году открылся производственный участок Гомельской машинно-тракторной станции. Во время Великой Отечественной войны освобождена от оккупантов 28 сентября 1943 года. На фронтах и в партизанской борьбе погибли 140 жителей, в память о них в 1962 году около школы установлена скульптура солдата. В 1959 году — в составе экспериментальной базы «Гомельская» (центр — деревня Климовка). Размещаются 2 средние, начальная и музыкальная школы, Дом культуры, библиотека, фельдшерско-акушерский пункт, 6 магазинов, 2 отделения связи.

## Население

### Численность
- 2004 год — 341 хозяйство, 815 жителей.

### Динамика
- 1773 год — 67 дворов, 985 жителей.
- 1798 год — 392 жителя.
- 1834 год — 109 дворов, 586 жителей.
- 1886 год — 132 двора, 861 житель.
- 1897 год — 193 двора (согласно переписи).
- 1909 год — 236 хозяйств, 1552 жителя.
- 1926 год — 285 дворов.
- 1959 год — в деревне 1318, в одноименном посёлке 60 жителей (согласно переписи).
- 1997 год — 386 дворов, 921 житель[3].
- 2004 год — 341 хозяйство, 815 жителей.

## Культура
- Музей ГУО «Зябровская базовая школа»

## Достопримечательность
- Памятник землякам, погибшим в Великой Отечественной войне

## Известные уроженцы
- Третьяков, Яков Адамович (23.10.1916 — 04.12.1985) — полный кавалер ордена Славы
- Минченко, Авксентий Малахович (1904-) — советский хозяйственный, государственный и политический деятель.